# Sarajevo, mon amour
Pour plus de détails, voir Fiche technique et Distribution.
Sarajevo, mon amour (Grbavica) est un film dramatique bosnien réalisé et écrit par Jasmila Žbanić, sorti en 2006 en France et le 6 décembre 2006 en Belgique. Il a reçu l'Ours d'Or à la Berlinale 2006.
Le film a par ailleurs bénéficié de nombreuses projections dans des festivals internationaux tels que le Berlinale, le Festival international du film de Karlovy Vary, le Festival du film de Toronto ou encore le Festival international du film de Hong Kong, et dans lesquels il a remporté plusieurs prix. Il met en scène une mère et sa fille, interprétées par Mirjana Karanović et Luna Mijovic, dont le père est apparemment mort en héros à la guerre. Néanmoins, un banal voyage scolaire va rapidement tout remettre en cause, et projeter la fille dans la dure réalité de la vie.
Sarajevo, mon amour est la première réalisation de Jasmila Žbanić. Diplômée de l'Académie d'Arts dramatiques de Sarajevo, elle a d'abord été marionnettiste puis clown avant de devenir réalisatrice. Depuis 1997, Žbanić a tourné quelques courts métrages dans lesquels elle évoque déjà l'après-guerre en Bosnie. C'est en 2006 qu'elle tourne enfin son premier long métrage : Sarajevo, mon amour. Ce dernier est très apprécié par la critique, et par le public, également, malgré son petit budget.

## Synopsis
Esma, mère célibataire, vit avec sa fille de douze ans, Sara, dans le Sarajevo d'après-guerre. Sara souhaite partir en voyage scolaire, et Esma commence à travailler comme serveuse dans une boîte de nuit afin d'économiser l'argent nécessaire. Sara devient amie avec Samir qui, comme elle, n'a pas de père. Leurs pères respectifs sont supposés morts en héros. Samir est surpris que Sara ignore les circonstances du décès de son père : son père à lui a été massacré par les Tchetniks près de Žuč parce qu'il refusait de quitter la tranchée qu'il défendait. Pourtant, chaque fois que mère et fille évoquent ce sujet délicat, les réponses d'Esma se font vagues. La situation se complique alors que l'école propose d'emmener gratuitement les enfants en voyage, à condition qu'ils fournissent un certificat prouvant que leur père est mort en héros. Esma explique à Sara que le corps de son père n'a jamais été retrouvé, et ainsi elle ne possède pas un tel certificat. Elle promet cependant d'essayer de l'obtenir.
En réalité, elle tente d'emprunter l'argent dont Sara a besoin, auprès de son amie Sabina, de sa tante et de son employeur. Sara ne peut se défaire du sentiment que quelque chose ne va pas. Choquée de découvrir qu'elle ne figure pas sur la liste des enfants de héros de guerre dressée par l'école pour le voyage, elle se bagarre avec un camarade de classe et, reprenant à son compte l'histoire du père de Samir, lui raconte que son père a été massacré par les Chetniks dans la tranchée qu'il défendait. Une fois rentrée chez elle, Sara interroge sa mère et exige de connaître la vérité. Esma craque et lui révèle brutalement les faits : elle a été violée dans un camp de prisonniers, et forcée de garder l'enfant né de ce viol. Sara réalise soudain qu'elle est l'enfant d'un Chetnik, mais le fait de connaître la vérité lui permet de commencer à surmonter le traumatisme. Finalement, Sara part en voyage et fait signe à sa mère au dernier moment. Dans le car, les enfants chantent une chanson populaire évoquant Sarajevo, Le Pays de mes rêves, et Sara reprend l'air à son tour, concluant le film sur une note optimiste.

### Contexte
Selon la réalisatrice :

« … en 1992, tout change et je réalise que je vis durant une guerre dans laquelle le sexe est utilisé comme une stratégie de guerre pour humilier les femmes et cause ainsi la destruction d'un groupe ethnique ! 20 000 femmes ont disparu durant la guerre de Bosnie. »

Dans le film, les criminels sont nommés  Chetniks, un terme dérogatoire que plusieurs musulmans/croates de Sarajevo utilisaient pour parler des gens de nationalité serbe. La réalisatrice a déclaré qu'elle voulait volontairement éviter le mot « Serbe », pour éviter d'imposer cette culpabilité à un groupe ethnique entier.

## Fiche technique
- Titre : Sarajevo, mon amour
- Titre original[3] : Grbavica
- Titre international[3] : Grbavica: The Land of My Dreams
- Réalisation : Jasmila Žbanić
- Scénario : Jasmila Žbanić
- Production : Barbara Albert, Damir Ibrahimovich, Boris Michalski, Damir Richtaric et Bruno Wagner
- Sociétés de production : Coop99, Deblokada, Jadran film et Noirfilm
- Société de distribution : ID Distribution
- Musique : Enes Zlatar
- Photographie : Christine A. Maier
- Montage : Niki Mossböck
- Décors : Kemal Hrustanovic
- Costumes : Lejla Hodzic
- Pays d'origine : Bosnie-Herzégovine
- Langue originale : Bosniaque
- Format : Couleurs - 1,85:1 - Dolby Digital - 35 mm[4]
- Genre : Drame
- Durée : 107 minutes[1]
- Date de sortie[3] :
  -  Bosnie-Herzégovine : 1er mars 2006
  -  France : 20 septembre 2006
  -  Belgique : 6 décembre 2006
- Lieux de tournage[5] : Sarajevo

## Distribution
- Mirjana Karanović : Esma
- Luna Mijović : Sara
- Leon Lučev : Pelda
- Kenan Ćatić : Samir
- Jasna Beri : Sabina
- Dejan Aćimović : Cenga
- Bogdan Diklić (sr) : Saran
- Emir Hadzihafizbegović : Puska
- Ermin Bravo : Professeur Muha
- Semka Sokolović-Bertok : Mère de Pelda
- Maike Höhne : Jabolka
- Jasna Žalica : Plema
- Nada Djurevska : Tante Safija
- Emina Muftić : Vasvija
- Dunja Pasić : Mila
- Sedina Muhibić : Maja
- Sabina Turulja : Zehra
- Vanessa Glodjo : Dzemila
- Sanja Burić : Mirha
- Hasija Borić : Fadila

## Autour du film

### Grbavica
Dans la version originale de Sarajevo, mon amour, le film s'intitule Grbavica. Ce titre a été choisi par la cinéaste pour sa signification. Grbavica est un quartier de Sarajevo dans lequel vit Jasmila Žbanić. Durant la guerre, il a été assigné par l'armée serbo-monténégrine. Des gens y ont été torturés. Ainsi, elle déclare : « lorsque vous marchez dans Grbavica, aujourd'hui, vous pouvez voir des immeubles typiques du régime socialiste, des résidents locaux, des magasins, des enfants, des chiens… mais en même temps, vous pouvez sentir la présence de quelque chose d'indicible et d'invisible, cette étrange sensation d'être dans un endroit marqué par la souffrance humaine ». Par ailleurs, étymologiquement, Grbavica signifie « femme bossue ». Ainsi, Žbanić pensait résumer son histoire à travers ces deux aspects du terme. Néanmoins, en France, le film a été distribué sous un titre très différent : Sarajevo, mon amour, lui faisant perdre toute sa symbolique.

### Réception publique
Alors qu'il a été projeté dans près de vingt festivals internationaux — dont le Berlinale, le Festival international du film de Toronto, de Karlovy Vary ou encore d'Hong Kong — Sarajevo, mon amour a été reçu par un accueil très variable en salles. Ses recettes brutes, aux États-Unis, s'élèvent à seulement 43 460 $ après dix sept semaines d'exploitation. En parallèle à la déception américaine, s'ajoute celle du Royaume-Uni avec une recette de seulement 7 397 $. Toutefois, le film a été acclamé en République tchèque, avec un résultat de 14 152 $ ou en Allemagne avec une recette finale de 300 022 $. Le film termine son exploitation avec 791 236 $, score tout à fait appréciable pour la réalisatrice, dont le film avait été produit avec peu de moyens. Sarajevo, mon amour est par ailleurs classé 328e film de l'année 2007.
Sarajevo, mon amour est de plus le premier film en tant que réalisatrice de Jasmila Žbanić. Elle avait précédemment tourné un épisode d'une série télévisée, un court métrage et un téléfilm. Pour ses premiers pas dans le monde du cinéma, Žbanić a tourné un film très lucratif, et a bénéficié d'une projection dans plusieurs festivals internationaux, marquant par ailleurs le début de sa carrière internationale.
| Pays ou région     | Box-office | Date d'arrêt du box-office | Nombre de semaines |
| ------------------ | ---------- | -------------------------- | ------------------ |
| États-Unis         | 43 460 $   | 16 février 2007            | 17 semaines        |
| Italie             | 31 233 $   | 29 octobre 2007            | 1 semaine          |
| République tchèque | 14 152 $   | 13 août 2006               | 4 semaines         |
| Allemagne          | 300 022 $  | 23 novembre 2006           | 21 semaines        |
| Mexique            | 56 105 $   | 23 août 2007               | 12 semaines        |
| Norvège            | 37 580 $   | 4 juin 2006                | 3 semaines         |
| Corée du Sud       | 23 392 $   | 2 mars 2008                | 8 semaines         |
| Espagne            | 250 275 $  | 8 février 2007             | 10 semaines        |
| Taïwan             | 10 378 $   | 5 novembre 2006            | 2 semaines         |
| Turquie            | 14 071 $   | 1er juillet 2007           | 11 semaines        |

### Réception critique
À côté d'une réception publique réussie, la réception critique a été très bonne. En marge des diverses projections aux festivals, plusieurs magazines félicitent la réalisatrice pour son œuvre, en acclamant la victoire de l'Ours d'or. C'est dans cette optique que Télérama publie « un film vibrant et maîtrisé », Le Journal du dimanche déclare « un récit poignant […] en finesse, le film évite le mélo et met en relief, sans angélisme, l'indispensable devoir de vérité » ou encore L'Humanité avoue « l'amour, la cocasserie, une drôlerie sans cynisme que Jasmila Žbanić manie en artiste, usant des ressources propres au cinéma pour que jaillisse la vérité de l'histoire ». Pourtant, certains ont trouvé que, justement, la réalisatrice avait voulu trop en faire. Score écrit « quand on s'attaque à un sujet tire-larmes, mieux vaut y aller mollo sur le pathos ». Plus loin que Score, Le Monde ne trouve aucune originalité à la mise en scène de Žbanić et déclare qu'« aussi grave soit-il, aucun sujet ne se suffit à lui-même : encore faut-il le mettre en scène ».

## Distinctions

### Récompenses
- 2006 : Grand prix du jury à l'AFI Fest.
- 2006 : Ours d'or du meilleur film, Prix du jury Œcuménique et Grand prix de la paix au Berlinale.
- 2006 : Prix de la meilleure actrice et Prix Canvas du meilleur film au Festival du film européen de Bruxelles.
- 2006 : Prix Femme et égalité au Festival international du film de Thessalonique.
- 2007 : Prix de l'audience au Festival international du film de Portland.

### Nominations
- 2006 : Nommé au Grand prix du Jury au Festival du film de Sundance
- 2006 : Nommé au Prix du cinéma européen de la meilleure actrice et du meilleur film
- 2006 : Nommé au Chlotrudis Awards de la meilleure actrice